# Geel vingerhoedskruid
Geel vingerhoedskruid (Digitalis lutea) is een kruidachtige plant uit de weegbreefamilie (Plantaginaceae) die voornamelijk in Midden- en Zuid-Europa voorkomt, maar plaatselijk ook in België en Nederland wordt aangetroffen. Het is een vingerhoedskruid met relatief kleine, bleekgele bloemen.

## Kenmerken
Geel vingerhoedskruid is een tweejarige plant. De rechtopstaande, onvertakte bloemstengel wordt tot 80 cm hoog en is nagenoeg onbehaard. De bladeren zijn ei- tot lancetvormig, fijn getand, de bovenzijde kaal, de onderzijde enkel op de nerven behaard. De plant is zeer giftig.
De bloeiwijze is een dichtbloemige, eenzijdige tros met talrijke bloemen op de top van de bloemstengel. De bloemen zijn tot 2,5 cm lang, lichtgeel, aan de binnenzijde ongevlekt maar behaard. De bloemkroon bestaat uit vijf tot een buis gefuseerde kroonbladen. Er zijn vier meeldraden en een bovenstandig vruchtbeginsel. De vrucht is een doosvrucht. Het geel vingerhoedskruid bloeit van juni tot augustus.

## Groeiplaats en verspreiding
Geel vingerhoedskruid komt vooral voor op droge, stenige, kalkhoudende bodems op warme en zonnige plaatsen, zoals in bosranden, kapvlakten en open plaatsen in het bos.
De plant komt voor in West-, Midden- en Zuid-Europa en in Noord-Afrika. In België is de plant bekend van het Waalse landsgedeelte, onder andere van de Gaume. In Vlaanderen en Nederland is de soort zeer zeldzaam, niet ingeburgerd maar adventief/verwilderd.
De botanische naam Digitalis is afkomstig van het Latijnse digitus (vinger). De soortaanduiding lutea is Latijn voor 'geel'.

## Verwante en gelijkende soorten
Geel vingerhoedskruid kan door zijn kleinere, lichtgele en ongevlekte bloemen onderscheiden worden van grootbloemig vingerhoedskruid (Digitalis grandiflora).
... · D. canariensis · D. ciliata · D. davisiana · D. dubia · D. ferruginea · D. grandiflora (Grootbloemig vingerhoedskruid) · D. laevigata · D. lanata (Wollig vingerhoedskruid) · D. lutea (Geel vingerhoedskruid) · D. mariana · D. obscura · D. parviflora · D. purpurea (Gewoon vingerhoedskruid) · D. thapsi · D. viridiflora · ...